# Municipio de Grant (condado de Carroll)
El municipio de Grant (en inglés: Grant Township) es un municipio ubicado en el condado de Carroll en el estado estadounidense de Iowa. En el año 2010 tenía una población de 488 habitantes y una densidad poblacional de 5,56 personas por km².

## Geografía
El municipio de Grant se encuentra ubicado en las coordenadas 42°4′55″N 94°47′37″O / 42.08194, -94.79361. Según la Oficina del Censo de los Estados Unidos, el municipio tiene una superficie total de 87.76 km², de la cual 87,2 km² corresponden a tierra firme y (0,63 %) 0,55 km² es agua.

## Demografía
Según el censo de 2010, había 488 personas residiendo en el municipio de Grant. La densidad de población era de 5,56 hab./km². De los 488 habitantes, el municipio de Grant estaba compuesto por el 99,18 % blancos, el 0,61 % eran afroamericanos, el 0,2 % eran de otras razas. Del total de la población el 0,61 % eran hispanos o latinos de cualquier raza.